# Raumluftqualität

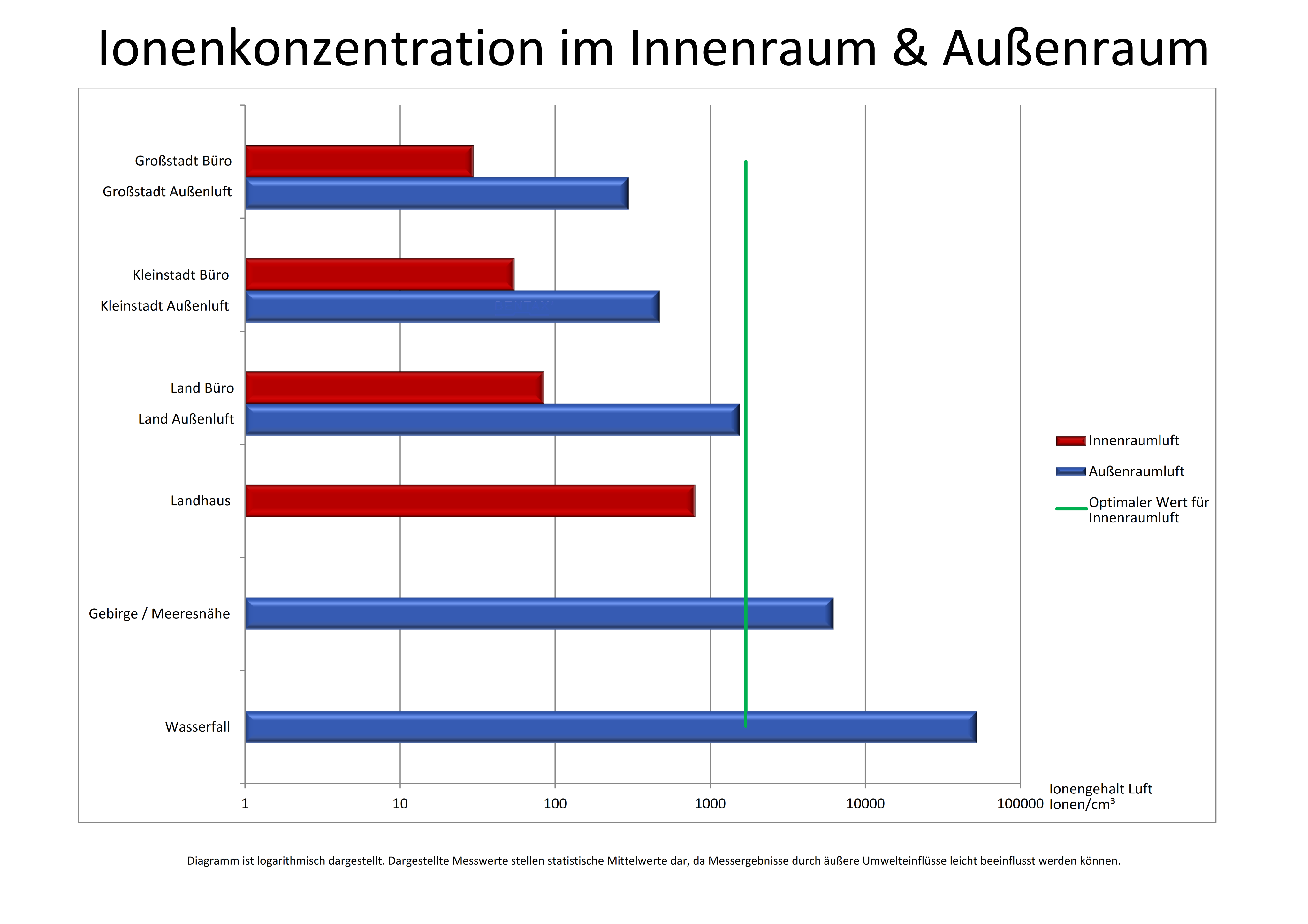
Ionenkonzentrationen der Luft im Innen- und Außenraum. Durch künstliche Ionisierung kann der Anteil an Aerosolen und organischen Partikeln in der Raumluft gesenkt und die Sauerstoffaufnahme beim Menschen erhöht werden.

Unter dem Begriff Raumluftqualität oder auch Innenraumluftqualität (engl. Indoor Air Quality) genannt, werden diejenigen Aspekte der Raumluft betrachtet, die Auswirkungen auf das Wohlbefinden und die Gesundheit der Menschen haben. Auch in industriellen Produktionsanlagen (vgl. Reinraum), bei der Lagerung von Gütern oder bei der Tierhaltung können sich Anforderungen an die Raumluftqualität ergeben. Die Menschen in Europa halten sich heute durchschnittlich 90 % ihrer Lebenszeit in Innenräumen auf. Dabei atmet jeder Mensch je nach Alter und Aktivität 10 bis 20 m3 Luft pro Tag ein, was einer Masse von 12 bis 24 kg Luft entspricht.

## Hintergrund

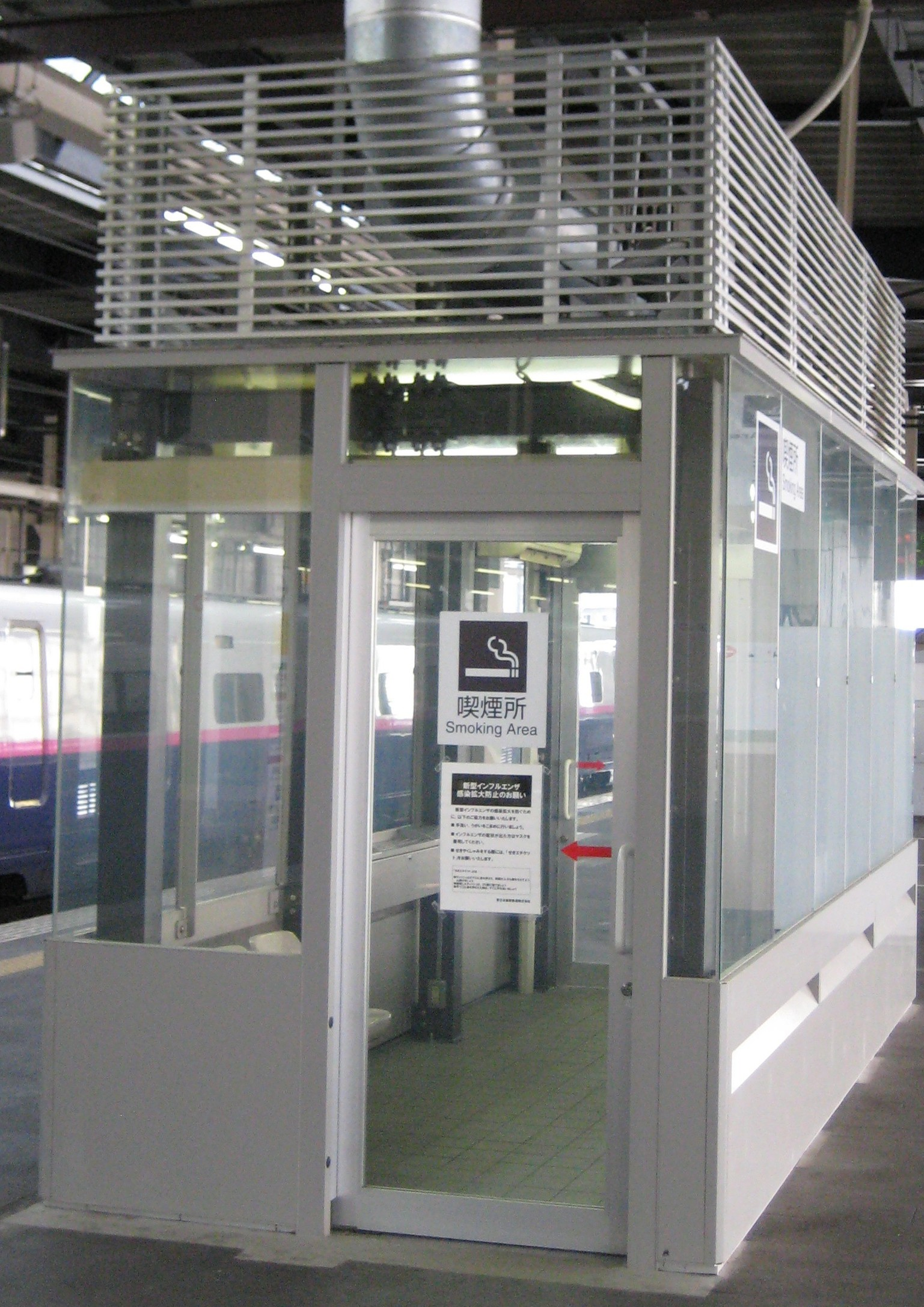
Nichtraucherschutz in Japan: Geschlossener Raucherraum auf einem Bahnhof mit Luftabsaugung auf dem Dach.

In den meisten Industrienationen halten sich die Menschen durchschnittlich zu mehr als 90 % ihrer Zeit in Räumen und Verkehrsmitteln auf. Die Qualität der Raumluft ist darum von großer gesundheitlicher Bedeutung. 
Für die Beurteilung der Luftqualität im inneren von Bauwerken können viele verschiedene Kriterien herangezogen werden, von denen einige über geeignete Messverfahren und andere wie ein muffiger Geruch durch eine Befragung der Nutzer (Menschen) erfasst werden.
Die Europäische Norm EN 16798-3 legt für Nichtwohngebäude eine bestimmte Luftqualität fest.
Bis Oktober 2009 galt stattdessen die EN 13779.
Die EN 15251 legt die Rahmenparameter für das Innenraumklima fest, die sich auf die Gesamtenergieeffizienz von Gebäuden auswirken. Diese sind für die Auslegung von Gebäuden und RLT-Anlagen zu beachten. Die Auslegungs-Innentemperatur wird in Abhängigkeit zu der Temperatur der Außenluft (Winter und Sommer) als Zielgröße für die Berechnungen der Heizlast (EN 12831) und der Kühllast (EN 15243) verwendet. Somit dienen die Eingangswerte der Bemessung der technischen Ausrüstung von Gebäuden. 

### Normative Kategorien des Innenraumklimas und der Raumluftqualität
Das Maß an Erwartungen des Nutzers an die Qualität des Innenraumklimas wird durch die EN 15251 in vier Kategorien eingeteilt. Die Qualität der Raumluft ist ein Eingangsparameter zur Beurteilung von dem Innenraumklima.
- Kategorie I: hohes Maß an Erwartungen (Räume für empfindliche und kranke Personen, z. B. Kinder, Ältere, Kranke, …)
- Kategorie II: normales Maß an Erwartungen (Räume in neuen und renovierten Gebäuden)
- Kategorie III: moderates Maß an Erwartungen (Räume bestehender Gebäude)
- Kategorie IV: Werte außerhalb der Kat. I bis III, keine Erwartungen (zeitlich begrenzter Teil des Jahres)

Für den Neubau und sanierte Bestandsgebäude wird die Kategorie II als Basis für die Planung und Auslegung der Lufttechnik empfohlen. Abweichende Einstufungen müssen mit dem Bauherrn vereinbart werden. Die Kategogien I bis III der DIN EN 15251 lassen sich auch auf die Kategogien A bis C der DIN EN ISO 7730 übertragen.
Die im November 2017 zurückgezogene EN 13779 definierte für die Qualität der Raumluft, im Englischen als Indoor Air (IDA) bezeichnet, in vier Kategorien:
- Kategorie IDA 1: Hohe Raumluftqualität
- Kategorie IDA-2: Mittlere Raumluftqualität
- Kategorie IDA-3: Mäßige Raumluftqualität
- Kategorie IDA-4: Niedrige Raumluftqualität

Die seit November 2017 gültige EN 16798-3 definiert stattdessen die Zuluftqualität. Die Raumluftqualität hängt von der Art und Wirkung der berücksichtigten Verunreinigung ab und ob sich in dem Raum z. B. vorwiegend Erwachsene, Kinder oder Kranke aufhalten. 

## Einflussfaktoren auf das Innenraumklima

### Lasten der Raumluft
Die Raumluft kann durch vielfältige Quellen mit Luftschadstoffen belastet sein, z. B.
- Vom Körper der Nutzer (Menschen und Haustiere) selbst erzeugte Verunreinigungen: Kohlenstoffdioxid CO2 aus der Atmung (Indikatorsubstanz), Geruchsstoffe, sehr flüchtige Stoffe wie Aceton und Alkohole
- Acrolein aus Tabakrauch und durch Zersetzung von Fetten beim Kochen
- Acrylate aus Farbstoffen und Lacken
- Amine aus Lacken und Teppichböden
- Diisocyanate aus Lacken und Polyurethanschäumen
- Formaldehyd aus Spanplatten von Möbeln[9]
- Lösemittel, wie Alkane, Testbenzin, Alkanole, Ketone oder Ester aus Reinigungsmitteln, Klebern, Farben und Lacken
- Halogenkohlenwasserstoffe aus Fleckentfernern, Abbeizmitteln
- Pflanzenschutzmittel (Pestizide) aus Teppichböden, Tapeten und landwirtschaftlicher Umgebung
- Holzschutzmittel aus behandelten Hölzern[9] (z. B. Paneele oder Dachbalken), Zwischenständer und Spanplatten im Fertighausbau
- Terpene aus Holz und Reinigungsmitteln
- organische Stäube und Nanopartikel aus Druckern und Kopiergeräten
- PAK aus Asphaltestrichböden, Kaminfeuer und Tabakrauch
- PCP aus Holzschutzmitteln
- PCB aus Dichtungsmassen, Betonschalungen, Kondensatoren
- Radon aus dem Untergrund und Baumaterialien
- Asbest aus Feuerschutzbeschichtungen, alten PVC-Platten, Dichtungen, Elektrospeicheröfen etc.
- KMF aus Wärmedämmungen und Schallschutzeinrichtungen
- Phthalsäureester aus Fußbodenbelägen
- Styrol aus Lacken, Dämmstoffen
- Vinylchlorid aus PVC-Produkten
- Vinylacetat aus Fußbodenbelägen
- Weichmacher aus PVC-Produkten
- Schimmelpilzsporen und anderen Bestandteilen (Hyphenfragmente) u. a. von feuchten Wänden, Kellern und Trittschalldämmungen
- Bakterien, u. a. Actinomyceten,[10] ebenfalls von feuchten Wänden, Kellern etc.

und viele andere mehr.

### Thermisches Raumklima
| Raum                         | Kategorie | Mindestwert Heizperiode | Maximalwert Kühlperiode |
| ---------------------------- | --------- | ----------------------- | ----------------------- |
| Wohngebäude                  | 1         | 21 °C                   | 25,5 °C                 |
| Wohngebäude                  | 2         | 20 °C                   | 26 °C                   |
| Wohngebäude                  | 3         | 18 °C                   | 27 °C                   |
| Büro, Konferenzraum, Hörsaal | 1         | 21 °C                   | 25,5 °C                 |
| Büro, Konferenzraum, Hörsaal | 2         | 20 °C                   | 26 °C                   |
| Büro, Konferenzraum, Hörsaal | 3         | 19 °C                   | 27 °C                   |
| Kindergarten                 | 1         | 19 °C                   | 24,5 °C                 |
| Kindergarten                 | 2         | 17,5 °C                 | 25,5 °C                 |
| Kindergarten                 | 3         | 16,5 °C                 | 26 °C                   |

Eine für den Menschen behagliche Raumtemperatur hängt von der Wärmeabgabe der Person ab. Die empfundene Raumtemperatur wird als operative Temperatur bezeichnet und ist der Mittelwert aus der Luft- und Strahlungstemperatur. Dafür werden für definierte Bekleidung, Aktivität, Luftgeschwindigkeit und Luftfeuchte für die verschiedensten Räume Richtwerte der Behaglichkeitsgrenzen empfohlen. Mit den Kategorien 1–4 lässt sich der Prozentsatz der damit zufriedenen Personen vorhersagen: über 94 %, über 90 %, über 85 % und bis 85 %.

### Luftfeuchtigkeit
Eine für den Menschen zuträgliche Luftfeuchte liegt über 15…20 %rF, solange der Wassergehalt nicht über 12 g/kg liegt. Unter 15…20 %rF können beim Menschen Trockenheit und damit Reizung der Augen und Luftwege auftreten. Oberhalb einem Wassergehalt von 12 g/kg hat der bekleidete Mensch ein Schwüleempfinden. Bei Temperaturen oberhalb 0 °C begünstigen Luftfeuchtigkeiten über 80 %rF mikrobielles Wachstum.
Bauphysikalische Anforderungen gegen Kondensation im Mauerwerk (Schimmelbildung), Anforderungen bestimmter Gebäude, wie Museen, historische Gebäude, Kirchen oder Anforderungen von Produktionsverfahren (Papierindustrie) können abweichende Luftfeuchte verlangen.

### Luftgeschwindigkeit
Die Luftgeschwindigkeit im Aufenthaltsbereich wird als Zugluftrisiko (Prozentsatz der damit unzufriedenen Personen) oder als maximale mittlere Luftgeschwindigkeit begrenzt. Je nach operativer Raumtemperatur und Turbulenzgrad liegen die Luftgeschwindigkeiten üblicherweise zwischen 0,1 und 0,2 m/s. Oberhalb einer operativen Temperatur von 25 °C werden durchaus auch höhere Luftgeschwindigkeiten bis 0,9 m/s als angenehm empfunden. So wird dabei, z. B. bei Einsatz eines manuellen Tisch- oder Deckenventilators, die reale operative Raumtemperatur von 28 °C als angenehmere 25,3 °C wahrgenommen.

## Bewertungskonzepte für die Raumluftqualität
Zur Beurteilung chemischer Verunreinigungen der Innenraumluft dienen in Deutschland vier unterschiedliche Bewertungskonzepte.
In der Praxis erfolgt die qualitative Bestimmung nach vier Verfahren, die je nach Eigenart des Raumes angewandt werden; und zwar nach:
1. Außenluftstrom je Person (Raum, in dem sich vorwiegend Personen aufhalten, z. B. Büro) Die Zufriedenheitsrate liegt in den Kategorien 1–4 bei über 85 %, 80 %, 70 % und bis 70 %.
2. Luftvolumenstrom je Bodenfläche (kein Aufenthaltsbereich für Personen, z. B. Lagerraum)
3. CO2-Konzentration (Raum, in dem vorwiegend natürliche Ausdünstungen von Personen vorherrschen), siehe auch CO2-Messgerät
4. Konzentration bestimmter Verunreinigungen (Raum mit bedeutsamer Emission)

| Bewertungskonzept | Definition/Erläuterung | Bemerkungen |
| ----------------- | --- | --- |
| Referenzwert      | Statistische Zustandsbeschreibung; Abbildung der Innenraumsituation nur zu einem bestimmten Zeitraum für einen definierten Innenraum unter definierten Messbedingungen                                 | Gesundheitlich nicht begründet; rechtlich nicht verbindlich |
| Leitwert          | Gesundheitlich-hygienisch begründeter Beurteilungswert eines Stoffes, für den der Kenntnisstand nicht ausreicht, um einen toxikologisch begründeten Richtwert abzuleiten (Richtlinie VDI 6022 Blatt 3) | Rechtlich nicht verbindlich |
| Richtwert         | Toxikologisch abgeleiteter Wert basierend auf geeigneten Erkenntnissen zu toxischen Wirkungen und Dosis-Wirkungs-Beziehungen des jeweiligen Stoffes (Richtlinie VDI 6022 Blatt 3)                      | Rechtlich nicht verbindlich, können aber rechtliche Bedeutung erlangen |
| Grenzwert         | Gesetzlich festgelegter Beurteilungswert, der eingehalten und hinreichend sicher unterschritten werden muss (Richtlinie VDI 6022 Blatt 3)                                                              | Rechtlich verbindlich; legislative Grenzwerte (Ergebnis eines parlamentarischen Prozesses) und administrative Grenzwerte (binden Verwaltung und betroffene Kreise, z. B. Gebäudeeigentümer) |

### Richtwerte für die Raumluftqualität
Während für Arbeitsplätze an denen mit Gefahrstoffen umgegangen wird, Grenz- und Richtwerte nach den Technischen Regeln für Gefahrstoffe (TRGS) gelten, trifft dies für Räume nicht zu. Die vom Arbeitsschutz her bekannte maximale Arbeitsplatzkonzentration (MAK) wird nicht zur Bewertung der Raumluft herangezogen.
Für die Erarbeitung von Richtwerten für die Raumluftqualität in Deutschland wurde im Dezember 1993 eine Ad-hoc-Arbeitsgruppe (Vertreter der Innenraumlufthygiene-Kommission (IRK) des Umweltbundesamtes und der Arbeitsgemeinschaft der Obersten Gesundheitsbehörden der Länder (AOLG)) ins Leben gerufen. Auf der Grundlage eines 1996 veröffentlichten Basisschemas werden für einzelne Stoffe Innenraumluft-Richtwerte erarbeitet, wobei zwei Richtwerte festgelegt werden:
Richtwert II (RW II) ist ein wirkungsbezogener, begründeter Wert, der sich auf die gegenwärtigen toxikologischen und epidemiologischen Kenntnisse zur Wirkungsschwelle eines Stoffes unter Einführung von Unsicherheitsfaktoren stützt. Er ist die Konzentration eines Stoffes, bei deren Erreichen bzw. Überschreiten unverzüglich Handlungsbedarf besteht, da diese Konzentration geeignet ist, insbesondere empfindliche Personen bei Daueraufenthalt in den Räumen gesundheitlich zu gefährden. Der Richtwert II eines Stoffes kann als Kurzzeitwert (RW II K) oder Langzeitwert (RW II L) definiert sein.
Richtwert I (RW I) ist die Konzentration eines Stoffes in der Raumluft, bei der im Rahmen einer Einzelstoffbetrachtung nach gegenwärtigem Erkenntnisstand auch bei lebenslanger Exposition keine gesundheitlichen Beeinträchtigungen zu erwarten sind. Eine Überschreitung ist mit einer über das übliche Maß hinausgehenden, hygienisch unerwünschten Belastung verbunden. Aus Vorsorgegründen besteht auch im Konzentrationsbereich zwischen RW I und RW II Handlungsbedarf. Der RW I wird vom RW II durch Einführen eines zusätzlichen Faktors (in der Regel 10) abgeleitet. Dieser Faktor ist eine Konvention.
Der RW I kann als Sanierungszielwert dienen. Er soll nicht ausgeschöpft, sondern nach Möglichkeit unterschritten werden.
Österreich hat für Innenräume ein etwas anderes Bewertungskonzept publiziert. Es gibt pro Schadstoff nur einen Richtwert, den WIR (Wirkungsbezogener Innenraum Richtwert), der vom Arbeitskreis Innenraumluft am Umweltministerium gemeinsam mit der Akademie der Wissenschaften festgelegt wird.
| Verbindung            | Anorganisch | Organisch | Richtwert II in µg/m³ | Richtwert I in µg/m³ | Jahr der Festlegung |
| --------------------- | ----------- | --------- | --------------------- | -------------------- | ------------------- |
| Kohlenmonoxid         | X           |           | 60000 (1/2 h)         | 6000 (1/2 h)         | 1997                |
| Stickstoffdioxid, NO2 | X           |           | 350 (1/2 h)           | –                    | 1997                |
| Quecksilber           | X           |           | 0,35                  | 0,035                | 2008                |
| Toluol                |             | X         | 3000                  | 300                  | 1996                |
| Pentachlorphenol      |             | X         | 1                     | 0,1                  | 1997                |
| Naphthalin            |             | X         | 30                    | 10                   | 2013                |

### Analytik
Da die Stoffe in der Raumluft in der Regel nur in sehr geringer Konzentration vorliegen, müssen diese vor dem Nachweis erst angereichert werden.
Früher wurde dazu ein definiertes Luftvolumen durch eine Gaswaschflasche mit einer Absorberflüssigkeit gepumpt. Heute werden die Stoffe in einem Sammler adsorbiert. Man unterscheidet hierbei zwischen einem Aktiv- und Passivsammler. Beim Passivsammler wird das Adsorptionsmaterial in den Raum platziert, wobei sich die Stoffe durch Diffusion über einen längeren Zeitraum anreichern. Beim Aktivsammler wird ein definiertes Luftvolumen (mehrere m³) durch das Adsorptionsmedium gepumpt. Vor der eigentlichen Detektion wird das Adsorptionsmaterial erhitzt, um die gesammelten Stoffe wieder freizusetzen.
Der Nachweis der Stoffe erfolgt grundsätzlich mit den Methoden der Umweltanalytik, im Wesentlichen sind das spektroskopische Verfahren sowie die Gaschromatographie mit Massenspektrometrie-Kopplung. Zur Summenbestimmung der Kohlenwasserstoffe wird auch der Flammenionisationsdetektor (FID) verwendet.
Die Überwachung der Raumluft kann zudem mit Gassensoren oder Luftqualitätssensoren erfolgen. Dies gilt insbesondere für Arbeitsstätten und Wohnbereiche mit Lüftungstechnik zur kontrollierten Be- und Entlüftung.
Zur Bewertung von Materialien bezüglich möglicher Emissionen wird das Prüfkammerverfahren eingesetzt. Insbesondere zur Bewertung von Baumaterialien und Ausstattungsteilen für den Fahrzeuginnenraum werden Prüfkammern verwendet. Die ersten Prüfkammern wurden Mitte der siebziger Jahre zur Bestimmung der Formaldehydemission von Holzwerkstoffen entwickelt. Die Messverfahren sind in internationalen Normen beschrieben; für Baumaterialien in DIN EN 16516, für Fahrzeuginnenraumausstattungsteile in der Normenreihe DIN ISO 12219.

## Forschungen zur Raumluftqualität
Seit den 1970er Jahren werden eine Reihe von Befindlichkeitsstörungen beobachtet, die nicht auf eine konkrete Erkrankung zurückgeführt werden können, sondern mit dem Aufenthalt in Innenräumen in Verbindung gebracht werden und abklingen, sobald das Gebäude verlassen wird.
Das 1978 gegründete gemeinnützige Katalyse Institut für angewandte Umweltforschung hat einen Arbeits- und Forschungsbereich "Raumluftforschung und Elektrosmog".
Das Forschungsgebiet wird auch als "Luft- und Klimatechnik" bezeichnet. Da modernere Häuser eine dichtere Gebäudehülle als früher haben (siehe Passivhaus), baut man zunehmend beim Bau auch von Wohnhäusern zentrale Be- und Entlüftungsanlagen ein. Diese haben in der Regel zwecks "Wärmerückgewinnung" einen Wärmetauscher, der ausgeblasener Luft einen Teil ihrer Energie entzieht und diese auf die angesaugte Luft überträgt. Die Außenluft kann mit einem Luftfilter von Feinstaub, Pollen u.v.m. gereinigt werden. (Genaueres im Artikel "kontrollierte Wohnraumlüftung").
Seit 1983 wurde eine Reihe von Befindlichkeitsstörungen, die unter anderem mit der Qualität der Raumluft zusammenhängen, auch unter dem sogenannten «Sick Building Syndrom» (SBS) zusammengefasst. Die Weltgesundheitsorganisation (engl. World Health Organisation, WHO) fasste diese Störungen unter dem Begriff «Sick Building Syndrom» (SBS) zusammen und prägt erstmals den Begriff SBS (WHO).
Die Bundesregierung befasst sich ebenso seit vielen Jahren in diversen Arbeitskreisen mit der Raumluftqualität und den sich ergebenden Problemen. In vielen Fachkreisen und Bundesämtern wird nach Wegen und Lösungen gesucht, um ganzheitlich das Thema und die Problematik der Raumluftqualität zu behandeln.